# Fairlee (Maryland)
Fairlee – jednostka osadnicza w Stanach Zjednoczonych, w stanie Maryland, w hrabstwie Kent.